# Abakaliki
Abakaliki este un oraș din Nigeria. Este capitala statului Ebonyi, situat în sud estul Nigeriei, la intersecția dintre Enugu, Afikpo, and Ogoja.